# Мускат Отонел
Мускат Отонел (на френски: Muscat ottonel) е бял винен сорт грозде селектиран през 1852 г. в гр.Анже, Франция от Моро-Робер. Според ДНК анализи е създаден чрез кръстостване на сортовете Шасла (Шасла Доре и Шасла мискетова) с Мускат де Сомур. През втората половина на ХІХ век се разпространява първо в Западна Европа, а впоследствие в Централна и Източна Европа. Днес се среща се във всички лозарски страни.
Познат е и с наименованията: Отонел, Мотонел, Мускателер Отонел, Мирисавка, Мириславка, Шасла Сейнт Фиакр, Мискет Отонел, Моцонел, Мускат де Кракиунел Тирнаве, Мускат Отон, Мускат Отонел вейс, Отонел Фронтинян, Отонел Мускатали и др.
Ранен винен и десертен сорт: узрява през втората половина на август. Има среден растеж, средна родовитост и среден добив. Добивът варира от 800 до 1200 кг от декар. Развива се добре на дълбоки, леки, хумусно-карбонатни почви на хълмисти терени. Сравнително устойчив е на суша, студ и сиво гниене.
Гроздът е малък (61 до 105 г.), цилиндрично-коничен до сбит. Зърната са средни, сферични, зеленикаво-жълти, понякога с ръждиви петна. Кожицата е тънка, жилава. Месото е сочно, приятно на вкус, със силен мискетов (мускатов) привкус.
В консумативна зрялост захарното съдържание на гроздето е 24 %, при съдържание на титруемите киселини: 5,1 – 8 г./л. Поради малкия грозд и дребните зърна няма голямо значение като десертен сорт, но има голямо значение като сорт за полусухи и сладки вина. Белите сухи вина, произведени от този сорт са висококачествени, с доста интензивен аромат с цветист характер, напомнящ виолетки и индрише, значителна плътност и умерена свежест. Вината се консумират млади. От този сорт се произвеждат и много добри десертни вина.